# 第67自動車化狙撃師団 (ロシア陸軍)
第67自動車化狙撃師団（だい67じどうしゃかそげきしだん、ロシア語: 67-я мотострелковая дивизия）は、ロシア陸軍の師団。第25諸兵科連合軍隷下。

## 概要

### 冷戦期
1957年6月25日、冷戦の影響に伴い、ソ連地上軍第67機械化師団を基幹に第67自動車化狙撃師団としてロシア・ソビエト連邦社会主義共和国オムスク州で創設された。
1962年5月、訓練部隊化に伴い、第67訓練自動車化狙撃師団に改称され、1965年1月に第56訓練自動車化狙撃師団に再編されて消滅した。
1970年5月、冷戦の影響に伴い、予備役部隊としてヴォログダ州で再編され、1992年3月に第115親衛自動車化狙撃師団に再編されて消滅した。

### ロシアのウクライナ侵攻
2023年6月、ロシアのウクライナ侵攻の影響に伴い、義勇兵、動員兵を基幹にロシア陸軍第67自動車化狙撃師団として再編された。

#### 東部・スヴァトヴェ-クレミンナ戦線
2023年8月、東部ルハーンシク州セヴェロドネツィク地区に配備され、クレミンナ方面に展開したが、11月に第19戦車連隊のエフゲニー・ラドノフ連隊長、第31連隊のアンドレイ・ミグノフ戦車大隊長が戦死した。

## 編制
- 師団司令部
- 第31自動車化狙撃連隊[3]
- 第36自動車化狙撃連隊[3]
- 第37自動車化狙撃連隊[3]
- 第19戦車連隊[3]